# 다니엘 미테랑
다니엘 에밀리엔 이사벨 미테랑(혼전성 구즈(Gouze), 프랑스어: Danielle Émilienne Isabelle Mitterrand, 1924년 10월 29일 ~ 2011년 11월 22일)은 프랑스의 대통령 프랑수아 미테랑의 아내이다.